# Machorka-Muff

Machorka-Muff est un film allemand de Jean-Marie Straub et Danièle Huillet, sorti en 1963, d'après Hauptstädtisches Journal (littéralement : journal de la capitale) de Heinrich Böll.

## Fiche technique
- Réalisation : Jean-Marie Straub et Danièle Huillet
- Image : Wendelin Sachtler
- Montage : Jean-Marie Straub et Danièle Huillet
- Production : Walter Krüttner
- Format : Noir et blanc  - Son mono
- Genre : Film dramatique
- Durée : 18 minutes

## Distribution
- Erich Kuby  : le commandant Erich von Machorka-Muff
- Renate Lang : Inniga von Zaster-Pehnunz
- Guenther Strupp
- Rolf Thiede

## Appréciation critique
« Nous avons trouvé dans Böll, […] dont nous avons tiré Machorka-Muff […], un biais pour porter au cinéma des questions que nous nous posions nous mêmes. L'aspect autobiographique m'intéressait . […] . Machorka-Muff est un western écrit au présent, mais où le justicier est absent, remplacé par le citoyen assis dans la salle, qui est incité à se faire justicier. »

— Jean-Marie Straub, Entretien, Cahiers du cinéma, n° 180, juillet 1966.